# 富士野

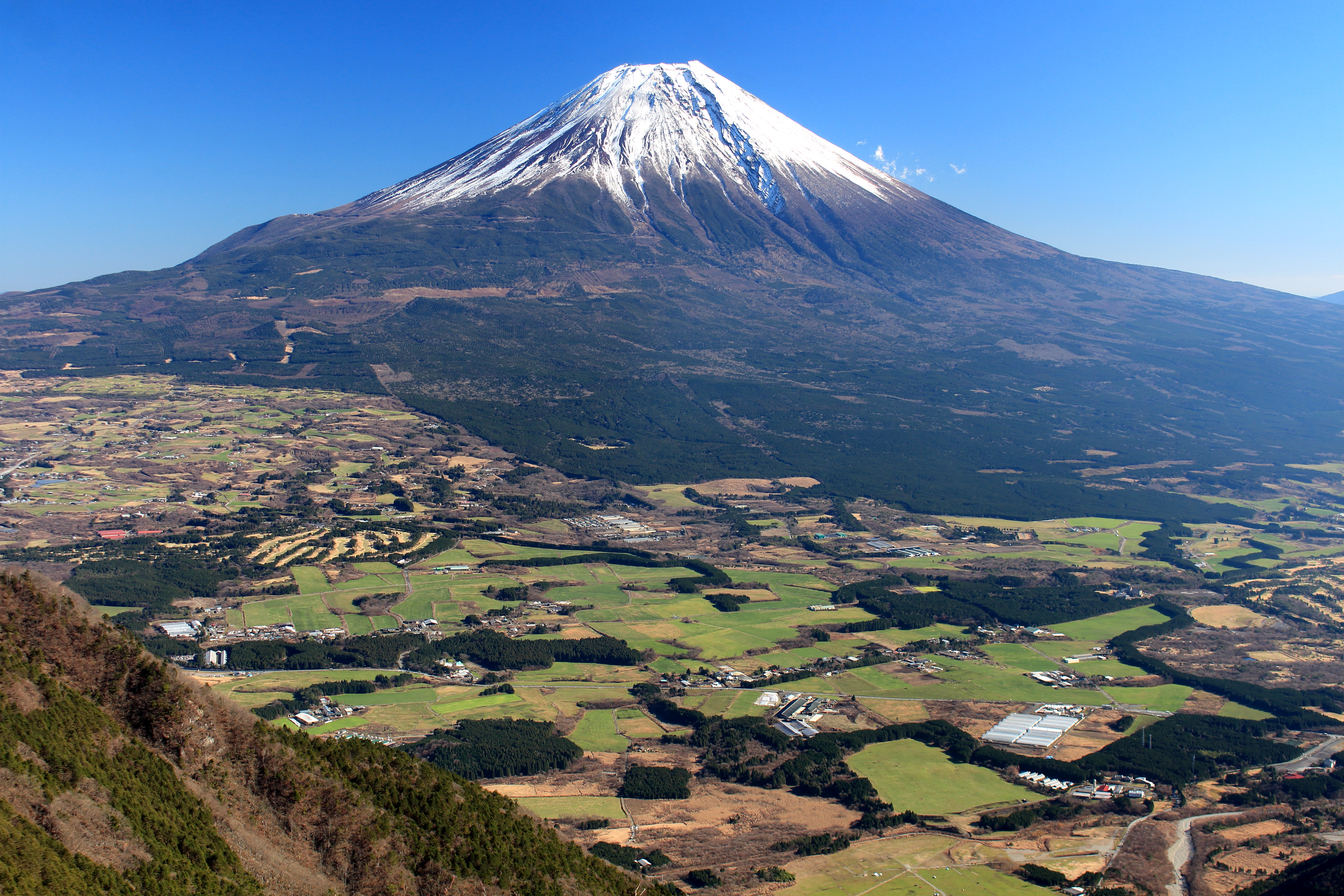
富士山西南麓一帯（静岡県富士宮市）

富士野（ふじの）は、富士山西南麓一帯を指す歴史的地名である。現在の静岡県富士宮市に比定される。富士の巻狩りが行われた狩場として知られ、また曽我兄弟の仇討ちの舞台の地である。

## 概要
富士野は鎌倉時代の歴史書である『吾妻鏡』を始めとして見られる、富士山西南麓の地名である。特に源頼朝により執り行われた富士の巻狩りの狩場として著名である。『吾妻鏡』建久4年（1193年）5月15日条に「藍澤の御狩事終りて、富士野の御旅館に入御す」・同16日条に「富士野の御狩の間」とあり、藍澤での狩りの後に富士野へと移動し、同地で大規模な狩りを行っている。
この富士野における巻狩を題材として流布された史料に『曽我物語』『富士野往来』等があり、富士野往来は「往来物」として広く教育に用いられた。

## 吾妻鏡における富士野
『吾妻鏡』治承4年（1180年）10月14日条に、鉢田の戦いで敗れた平家方の長田入道の首を梟した地として「富士野の傍、伊堤の辺に梟する」とあり、伊堤（いで・井出、現在の富士宮市上井出）が富士野の傍に位置するとしている。同13日条には「廻富士野」とあり、平家方がこの合戦に向かう際には富士野を経由していた。
また建久4年（1193年）5月28日条に「富士野の神野の御旅館」とあり、「神野」（現在の上井出一帯に比定）も富士野に含まれる。この神野が、曽我兄弟の仇討ちの舞台の地である。また治承4年（1180年）10月14日条にある「神野道幷春日道」の「神野」も同地であるとされる。
『信長公記』には以下のように記される。
このように井出野と共に「かみのが原（神野ヶ原）」が記され、現在の富士宮市が比定地とされる。また天文16年（1547年）に三条西実枝が甲斐国へ下向した際の記録が『甲信紀行の歌』に残り、その帰京の道中における和歌の詞書に「本栖を御立ありての道にて」「かみの原にて御落馬有し時」とある。このように本栖を出発後に「かみの（神野）原」を通過している。
『鎌倉北条九代記』巻1に「富士野御狩 付曾我兄弟夜討」が確認されるが、その記述は『吾妻鏡』や『将軍記』に拠るものである。

## 曽我物語における富士野
真名本『曽我物語』では源頼朝が富士野自体を「東国には狩場多しといへども、富士野に過ぎたる名所はなし」と評する場面がある（「妙本寺本」巻六）。仮名本曽我物語には「富士野は広ければ、勢子少なくては叶ふまじ」（太山寺本巻八）とあり、同じく仮名本に「ひろきふじ野」（彰考館本）とあるように、富士野の広大さや巻狩の規模の大きさが曽我物語では謳われている。
また「駿河の国富士野の裾、伊出の屋形」（「妙本寺本」巻八・九・十等）・「富士野の麓伊出の屋形」（「妙本寺本」巻十）とあり、真名本曽我物語では富士野の伊出の屋形を曽我兄弟最期の地として記している。
『運歩色葉集』（京都大学蔵元亀二年写本）に「藺手（イデ）屋形 曽我」とあり、また『保暦間記』には「彼狩野ノ井出ノ屋形ニテ、資経討レヌ」とある。このように伊出（井出）の屋形と仇討ちが関係をもって語られる史料が認められる一方で、『吾妻鏡』においては仇討ちを示す部分に井出の屋形は登場していない。

## 曽我物における富士野
幸若舞曲に、曽我物語が原典と考えられている「曽我物」の一群が認められる。「一満箱王」では「此世をいでの屋形まで、三十八度狙い、ついに本望遂げつつ、後名を家に残しけり」とあり、仇討ちの場所として井出の屋形が登場する。「小袖曽我」では「ふじ野へのいとまごひ（暇乞）の其ために、はは（母）上にまいらるる」とあり、兄弟が富士野で敵討ちをするため暇を乞う描写から始まる。「ふじ野はおとにきく、ときならぬゆき（雪）のある所なれは」とあり、母は富士野の寒さを案じて十郎（曾我祐成）に小袖を与えている。また五郎が「ふじ野へまかりいで、こころのままに討死を極めばや」と意気込む描写がある。
「夜討曽我」では畠山重忠と和田義盛が兄弟の援助者である構造を持ち、義盛が「今夜富士野に飛ぶ火燃えいづ」と述べ、今宵夜討ちすべきであると助言する場面がある。また「何と蛙のなきそひて いて（井出）の屋形を別るらん」と、井出の屋形が登場する。

## 富士野往来
富士野における巻狩りの事象を手紙で他へ通信する形式を含み一形態として史料化したものに『富士野往来』がある。題材には曾我兄弟の仇討ちも含まれる。往来物の祖とも称され、多くで引用され教育の題材（教科書）とされてきた。また海外にも知られていたようであり、李氏朝鮮の『経国大典』にも日本の教育本として紹介されている。成立年は不明であるが、南北朝時代には成立していたとされる。
諸本の書写は文明18年（1486年）から永禄7年（1564年）に集中しており、また現存全諸本の題名は『富士野往来』または『御狩富士野往来』である。富士野往来では曽我兄弟の仇討ちが「藺手（井出）の屋形」で行われた形態をとり、場所については「駿河国富士の南、東宮の原、藺手の屋形」（第9状）とある。また上述のように『運歩色葉集』にも富士野の巻狩の記述が確認されるが、これは富士野往来から採集しているという指摘がある。